# Porcheville
Porcheville est une commune française située dans le département des Yvelines, en région Île-de-France.
Ses habitants sont appelés les Porchevillois.

## Géographie

Localisation de Porcheville dans les Yvelines.

### Situation
Porcheville est une commune du Vexin français riveraine de la Seine, située sur la rive droite du fleuve, dans le nord-ouest du département des Yvelines, à sept kilomètres à l'est de Mantes-la-Jolie et à 38 km environ au nord-ouest de Versailles, préfecture du département.

### Communes limitrophes
Les communes limitrophes sont Issou au nord-est, Mézières-sur-Seine et Guerville au sud, communes dont elle est séparée par la Seine, Limay à l'est et Guitrancourt au nord.

### Géologie et relief
Le territoire, en légère pente du nord, s'étageant de 50 mètres à 20 mètres environ, se trouve dans la plaine alluviale de la Seine.

### Hydrographie
La commune est limitée au sud par le lit du fleuve la Seine.

### Climat
Pour des articles plus généraux, voir Climat de l'Île-de-France et Climat des Yvelines.
En 2010, le climat de la commune est de type climat océanique dégradé des plaines du Centre et du Nord, selon une étude du CNRS s'appuyant sur une série de données couvrant la période 1971-2000. En 2020, Météo-France publie une typologie des climats de la France métropolitaine dans laquelle la commune est exposée à un climat océanique et est dans la région climatique  Sud-ouest du bassin Parisien, caractérisée par une faible pluviométrie, notamment au printemps (120 à 150 mm) et un hiver froid (3,5 °C). 
Pour la période 1971-2000, la température annuelle moyenne est de 11,2 °C, avec une amplitude thermique annuelle de 14,6 °C. Le cumul annuel moyen de précipitations est de 679 mm, avec 10,8 jours de précipitations en janvier et 8 jours en juillet. Pour la période 1991-2020, la température moyenne annuelle observée sur la station météorologique la plus proche, située sur la commune de Magnanville à 7 km à vol d'oiseau, est de 11,6 °C et le cumul annuel moyen de précipitations est de 641,5 mm,. Pour l'avenir, les paramètres climatiques de la commune estimés pour 2050 selon différents scénarios d'émission de gaz à effet de serre sont consultables sur un site dédié publié par Météo-France en novembre 2022.

## Urbanisme

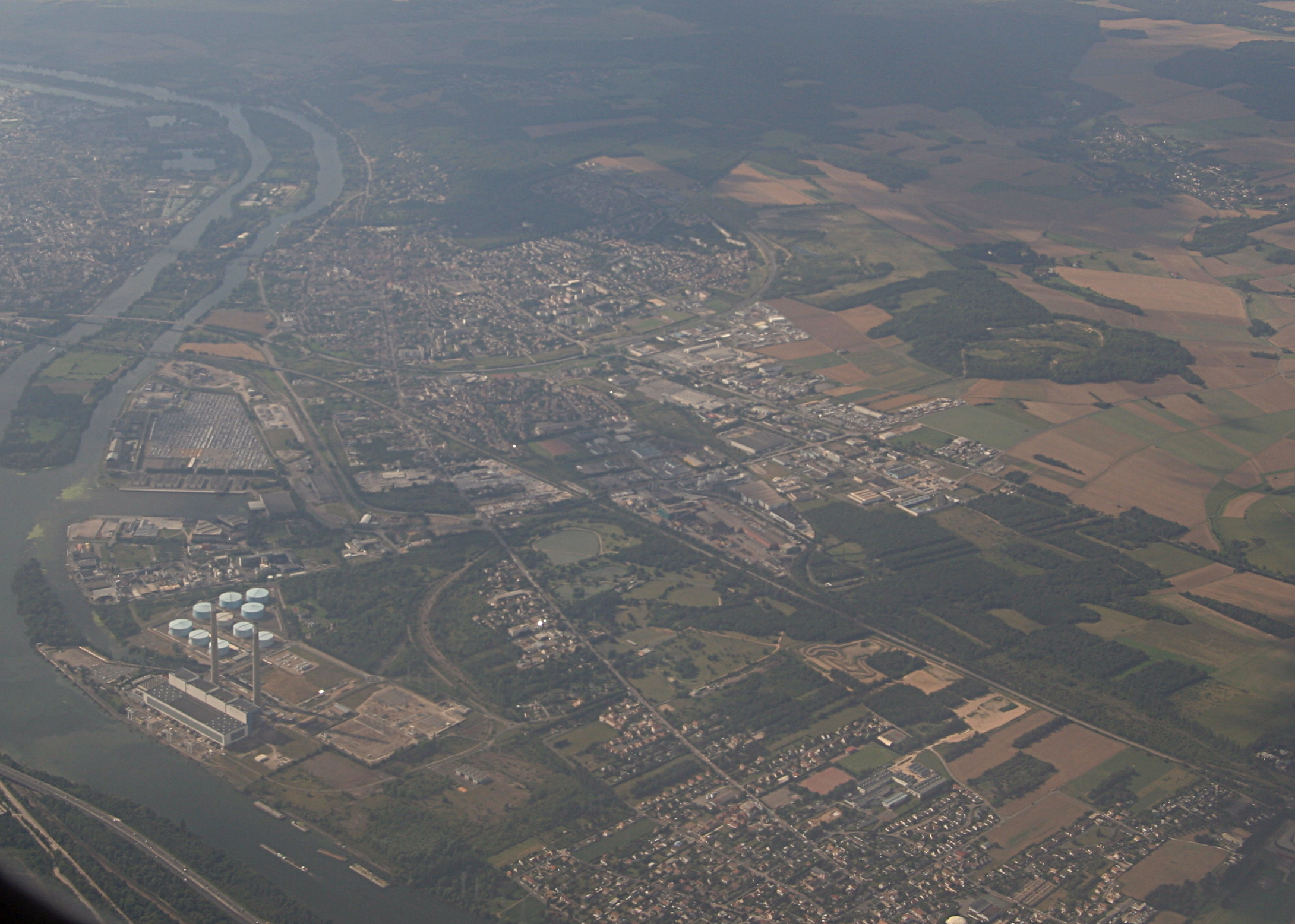
Porcheville (en bas du cliché) et Limay, photographie aérienne de 2014.

### Typologie
Au 1er janvier 2024, Porcheville est catégorisée ceinture urbaine, selon la nouvelle grille communale de densité à sept niveaux définie par l'Insee en 2022.
Elle appartient à l'unité urbaine de Paris, une agglomération inter-départementale regroupant 407  communes, dont elle est une commune de la banlieue,,. Par ailleurs la commune fait partie de l'aire d'attraction de Paris, dont elle est une commune de la couronne,. Cette aire regroupe 1 929 communes,.

### Morphologie urbaine
Le territoire communal  est fortement urbanisé et industrialisé, mais conserve encore des zones naturelles boisées sur environ 20 % de sa surface.
L'habitat est concentré dans le bourg situé au sud-est de la commune près de la Seine. La partie nord-est est englobée dans la zone industrielle de Limay-Porcheville.

### Habitat et logement
En 2019, le nombre total de logements dans la commune était de 1 158, alors qu'il était de 1 163 en 2014 et de 996 en 2009.
Parmi ces logements, 93 % étaient des résidences principales, 0,8 % des résidences secondaires et 6,2 % des logements vacants. Ces logements étaient pour 85 % d'entre eux des maisons individuelles et pour 14,2 % des appartements.
La commune ne respecte pas ses obligations prévues par l'article 55 de la loi SRU de 2000 qui lui imposent de disposer d'au moins 25 % de son parc de résidences principales comme logements sociaux : En 2018, elle ne dispose que de 14,9 % et est astreinte au paiement d'un pénalité annuelle, qui s'est élevée, cette année-là, à 52 662 €.
Le tableau ci-dessous présente la typologie des logements à Porcheville en 2019 en comparaison avec celle des Yvelines et de la France entière. Une caractéristique marquante du parc de logements est ainsi une proportion de résidences secondaires et logements occasionnels (0,8 %) inférieure à celle du département (2,6 %) mais supérieure à celle de la France entière (9,7 %). Concernant le statut d'occupation de ces logements, 77,1 % des habitants de la commune sont propriétaires de leur logement (76,9 % en 2014), contre 58,6 % pour les Yvelines et 57,5 pour la France entière.
| Typologie                                               | Porcheville | Yvelines | France entière |
| ------------------------------------------------------- | ----------- | -------- | -------------- |
| Résidences principales (en %)                           | 93          | 91       | 82,1           |
| Résidences secondaires et logements occasionnels (en %) | 0,8         | 2,6      | 9,7            |
| Logements vacants (en %)                                | 6,2         | 6,4      | 8,2            |

Par ailleurs la commune fait partie de l'aire d'attraction de Paris dont elle est une commune de la couronne. Cette aire regroupe 1 929 communes,.

### Voies de communication et transports
La commune est desservie par deux axes routiers principaux orientés est-ouest parallèlement à la Seine : la route départementale 146 qui relie Gargenville à Limay en traversant le centre du village, la route départementale 190 (ex-route nationale 190) qui longe une partie du territoire communal au nord et donne accès à la zone industrielle.

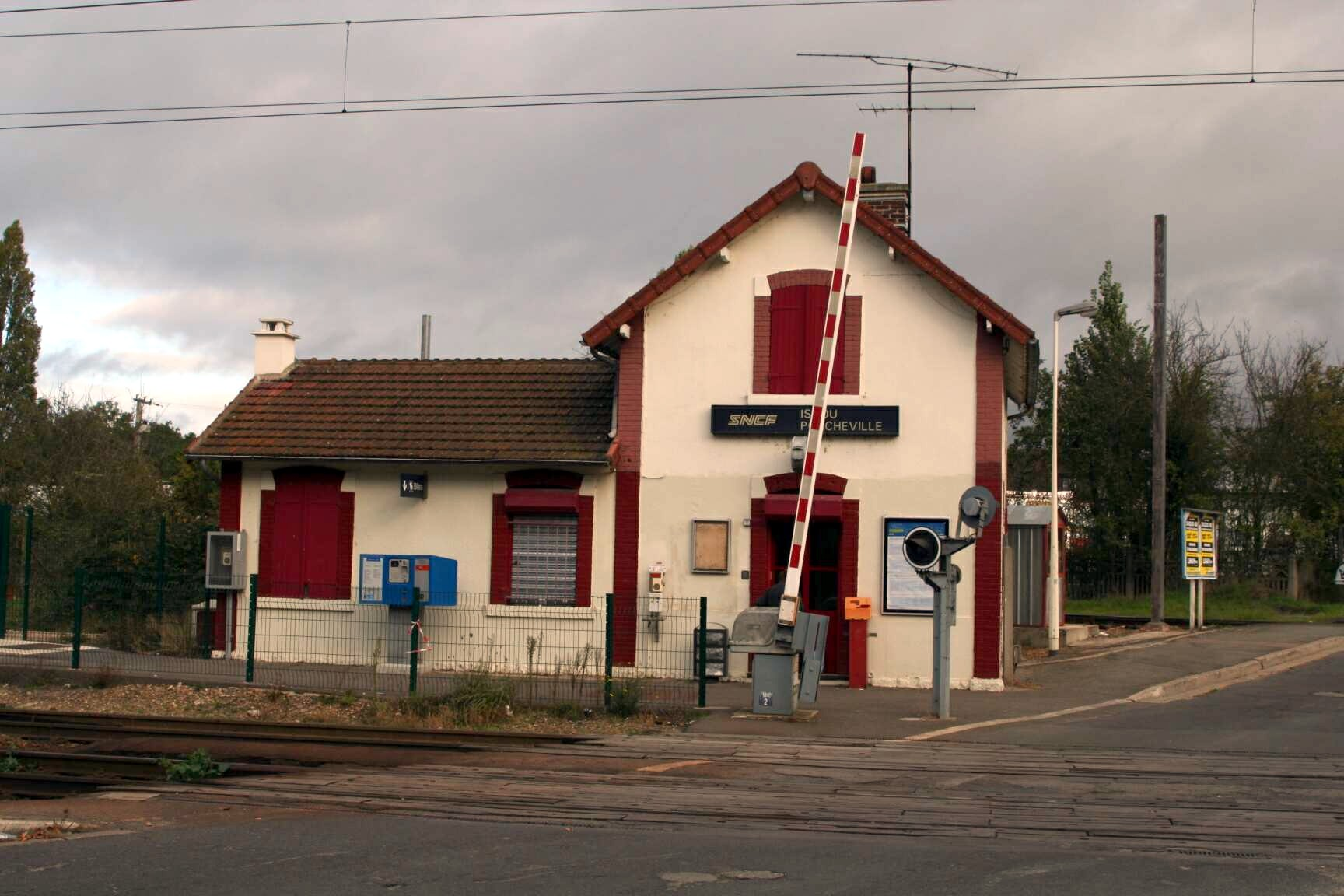
La gare d'Issou-Porcheville.

Elle est traversée par la voie ferrée Paris-Saint-Lazare - Mantes-la-Jolie via Argenteuil et desservie par la gare d'Issou - Porcheville (cette gare se trouve à la limite de Porcheville mais dans le territoire d'Issou). Des embranchements particuliers desservent la centrale EDF et la zone industrielle.
Un appontement privé sur la Seine, conçu pour l'approvisionnement en fioul lourd, desservait la centrale thermique. Le port fluvial de Limay-Porcheville, port public géré par Ports de Paris (établissement public de l'État), est situé principalement dans le territoire de Limay, à la limite ouest de la commune de Porcheville.
Plusieurs lignes à haute tension (400 et 225 kV) du réseau national d'électricité, convergeant vers le poste de transformation situé près de la centrale thermique, traversent le territoire communal. Plusieurs d'entre elles, orientées nord-sud, appartiennent à la « boucle 400 000 volts » qui ceinture Paris et assure l'alimentation générale de l'Île-de-France en énergie électrique.
Du fait de la présence de l'ancienne centrale thermique de Porcheville alimentée en fioul lourd et de la proximité du stockage pétrolier de Gargenville, la commune est traversée par divers oléoducs, dont le réseau LHP (Le Havre - Paris) affecté au transport d'hydrocarbures et exploité par la société Trapil et le « pipeline de l'Île-de-France (PLIF) exploité par la société ELF-Antar France.

## Toponymie
Le nom de la localité est attesté sous les formes Porciaco villa en 680, Villa porcariorum en 690,, Porchevrevilla en 1249, Porcheuville sur les cartes de Cassini (levés de 1756 à 1789).
Les spécialistes tels qu'Albert Dauzat ou Ernest Nègre n'ont pas analysé ce toponyme, montrant sans doute qu'ils en ignorent l'origine.
Il s'agit vraisemblablement d'un toponyme médiéval en -ville, au sens ancien de « domaine rural », plus tardivement « village » (appellatif toponymique issu du gallo-roman VILLA « grand domaine rural »).
Il est peut-être précédé d'un toponyme gallo-roman antérieur en -acum, combiné avec un nom de personne Porcius, si la première forme Porciaco de 680 est juste (cf. Tonneville (Seine-Maritime), anciennement Taunacum villa). Cependant, l'évolution phonétique normale du type toponymique Porciacum (Porciaco) « propriété de Porcius » est Porci en ancien français, d'où les Pourcy et Poursay, ensuite, si la seconde forme Porchevreville de 1249 est exacte, elle est incompatible phonétiquement avec cette explication.

## Histoire
- 1952 : construction de la Centrale thermique de Porcheville d'EDF, qui cesse son activité en 2017[23].

## Politique et administration

### Rattachements administratifs et électoraux
Antérieurement à la loi du 10 juillet 1964, la commune faisait partie du département de Seine-et-Oise. La réorganisation de la région parisienne en 1964 fit que la commune appartient désormais au département des Yvelines et à son arrondissement de Mantes-la-Jolie, après un transfert administratif effectif au 1er janvier 1968. Pour l'élection des députés, elle fait partie de la huitième circonscription des Yvelines.
Elle fait partie depuis 1793 du canton de Limay. Dans le cadre du redécoupage cantonal de 2014 en France, ce canton, dont la commune est toujours membre, est modifié, passant de 17 à 20.
Elle est également incluse dans le territoire de l'opération d'intérêt national Seine-Aval.
Sur le plan judiciaire, Porcheville fait partie de la juridiction d’instance de Mantes-la-Jolie et, comme toutes les communes des Yvelines, dépend du tribunal de grande instance ainsi que de tribunal de commerce sis à Versailles,.

### Intercommunalité
La commune faisait partie de la communauté d'agglomération de Mantes-en-Yvelines (CAMY) créée fin 1999.
Dans le cadre de la Loi de modernisation de l'action publique territoriale et d'affirmation des métropoles (loi MAPAM) qui impose la création en Île-de-France d'intercommunalités d'au moins 200 000 habitants, cette intercommunalité fusionne avec d'autres pour former, le 1er janvier 2016 la communauté urbaine Grand Paris Seine et Oise (GPS&O), dont la commune est désormais membre.

### Liste des maires
| Période                                  | Période                   | Identité             | Étiquette | Qualité                               |
| ---------------------------------------- | ------------------------- | -------------------- | --------- | ------------------------------------- |
| Les données manquantes sont à compléter. |                           |                      |           |                                       |
| 1890                                     | 1908                      | Émile François       |           |                                       |
| 1908                                     | 1919                      | Louis Victor Tibaldi |           |                                       |
| 1919                                     | 1925                      | Valentin Hebert      |           |                                       |
| 1925                                     | 1929                      | Christian Schmitt    |           |                                       |
| 1929                                     | 1935                      | Alfred Labarriere    |           |                                       |
| 1935                                     | 1941                      | Georges Bonnet       |           |                                       |
| 1941                                     | 1944                      | Eugène Hoyet         |           |                                       |
| 1944                                     | 1953                      | Georges Davot        |           |                                       |
| 1953                                     | 1959                      | Louis Defosse        |           |                                       |
| 1959                                     | 1962                      | Michel Bronders      |           |                                       |
| 1962                                     | 1966                      | Michel Boever        |           |                                       |
| 1966                                     | 1992                      | Pierre Peyré         | Mod.      |                                       |
| 1992                                     | octobre 2003              | Ernest Minisini      |           | Décédé en fonction                    |
| octobre 2003                             | mars 2008                 | Maurice Robert       | DVD       |                                       |
| mars 2008                                | novembre 2017             | Paul Le Bihan        | DVD       | Retraité Démissionnaire               |
| novembre 2017                            | août 2022                 | Didier Martinez      | DVD       | Cadre Renault retraité Démissionnaire |
| 30 août 2022,                            | En cours (au 9 juin 2023) | Alec Jaltier         |           | Ancien cadre d’une entreprise de thé  |

## Équipements et services publics

### Justice, sécurité, secours et défense

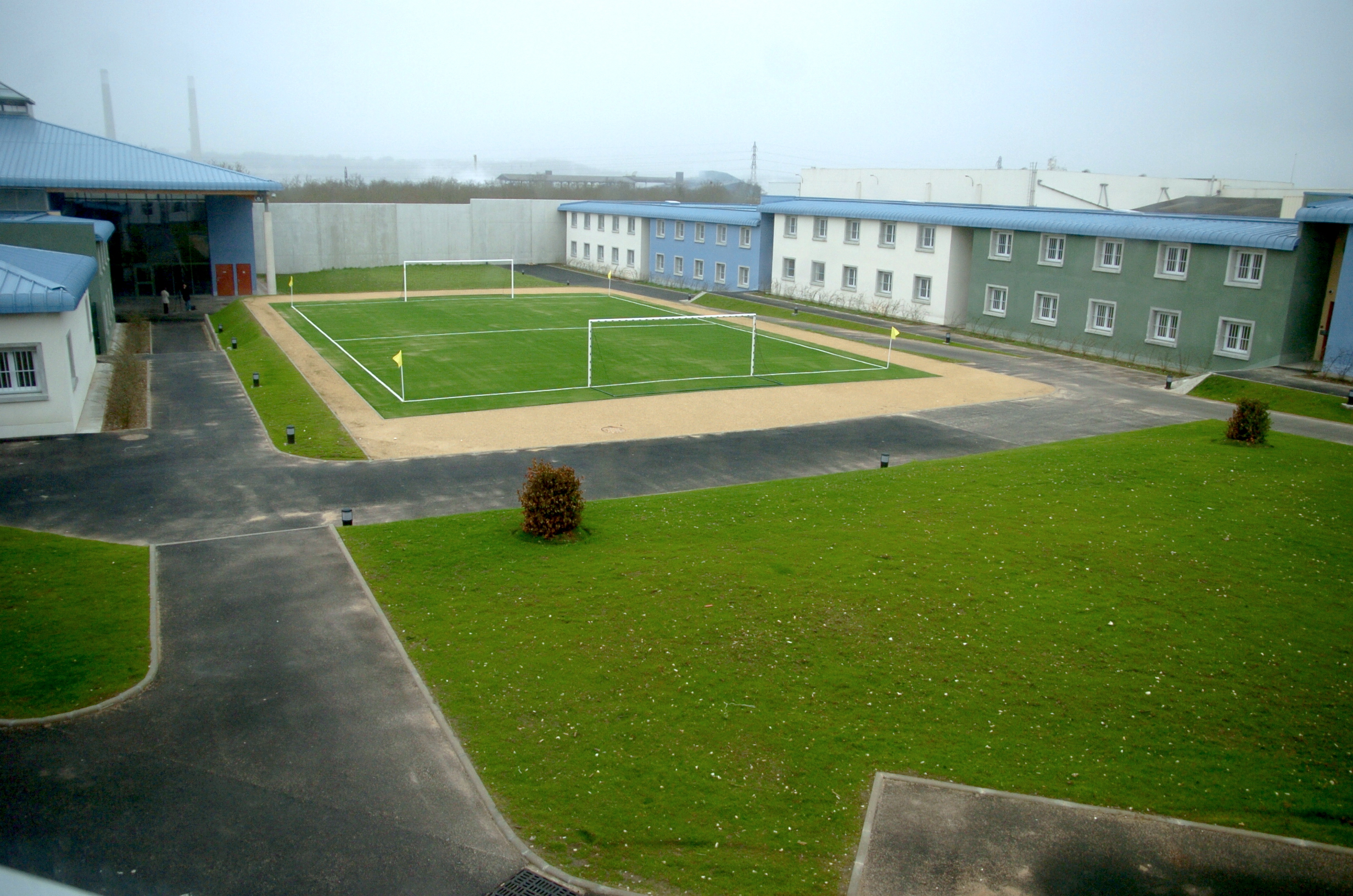
Cour intérieure de l'établissement pénitentiaire pour mineurs de Porcheville, le 1er avril 2008 avant son ouverture.

2008 : construction d'un établissement pénitentiaire pour mineurs (EPM) de 60 places.

## Population et société

### Démographie

#### Évolution démographique
L'évolution du nombre d'habitants est connue à travers les recensements de la population effectués dans la commune depuis 1793. Pour les communes de moins de 10 000 habitants, une enquête de recensement portant sur toute la population est réalisée tous les cinq ans, les populations de référence des années intermédiaires étant quant à elles estimées par interpolation ou extrapolation. Pour la commune, le premier recensement exhaustif entrant dans le cadre du nouveau dispositif a été réalisé en 2005.

En 2022, la commune comptait 3 167 habitants, en évolution de +1,25 % par rapport à 2016 (Yvelines : +2,72 %, France hors Mayotte : +2,11 %).
| 1793 | 1800 | 1806 | 1821 | 1831 | 1836 | 1841 | 1846 | 1851 |
| ---- | ---- | ---- | ---- | ---- | ---- | ---- | ---- | ---- |
| 280  | 279  | 266  | 274  | 250  | 253  | 248  | 219  | 234  |

| 1856 | 1861 | 1866 | 1872 | 1876 | 1881 | 1886 | 1891 | 1896 |
| ---- | ---- | ---- | ---- | ---- | ---- | ---- | ---- | ---- |
| 242  | 238  | 223  | 216  | 216  | 186  | 197  | 180  | 188  |

| 1901 | 1906 | 1911 | 1921 | 1926 | 1931 | 1936 | 1946 | 1954 |
| ---- | ---- | ---- | ---- | ---- | ---- | ---- | ---- | ---- |
| 174  | 188  | 228  | 348  | 430  | 481  | 518  | 585  | 589  |

| 1962  | 1968  | 1975  | 1982  | 1990  | 1999  | 2005  | 2006  | 2010  |
| ----- | ----- | ----- | ----- | ----- | ----- | ----- | ----- | ----- |
| 1 119 | 1 779 | 2 456 | 2 740 | 2 596 | 2 502 | 2 542 | 2 522 | 2 832 |

| 2015  | 2020  | 2022  | - | - | - | - | - | - |
| ----- | ----- | ----- | - | - | - | - | - | - |
| 3 011 | 3 155 | 3 167 | - | - | - | - | - | - |

#### Pyramide des âges
En 2018, le taux de personnes d'un âge inférieur à 30 ans s'élève à 39,8 %, soit au-dessus de la moyenne départementale (38 %). À l'inverse, le taux de personnes d'âge supérieur à 60 ans est de 20,1 % la même année, alors qu'il est de 21,7 % au niveau départemental.
En 2018, la commune comptait 1 666 hommes pour 1 527 femmes, soit un taux de 52,18 % d'hommes, largement supérieur au taux départemental (48,68 %).
Les pyramides des âges de la commune et du département s'établissent comme suit.
| Hommes | Classe d’âge | Femmes |
| ------ | ------------ | ------ |
| 0,6    | 90 ou +      | 0,3    |
| 6,3    | 75-89 ans    | 7,0    |
| 13,2   | 60-74 ans    | 12,8   |
| 20,8   | 45-59 ans    | 20,3   |
| 19,0   | 30-44 ans    | 20,2   |
| 18,7   | 15-29 ans    | 15,7   |
| 21,3   | 0-14 ans     | 23,7   |

| Hommes | Classe d’âge | Femmes |
| ------ | ------------ | ------ |
| 0,6    | 90 ou +      | 1,4    |
| 6      | 75-89 ans    | 7,8    |
| 13,5   | 60-74 ans    | 14,8   |
| 20,7   | 45-59 ans    | 20,1   |
| 19,6   | 30-44 ans    | 19,9   |
| 18,5   | 15-29 ans    | 16,8   |
| 21,2   | 0-14 ans     | 19,2   |

## Économie

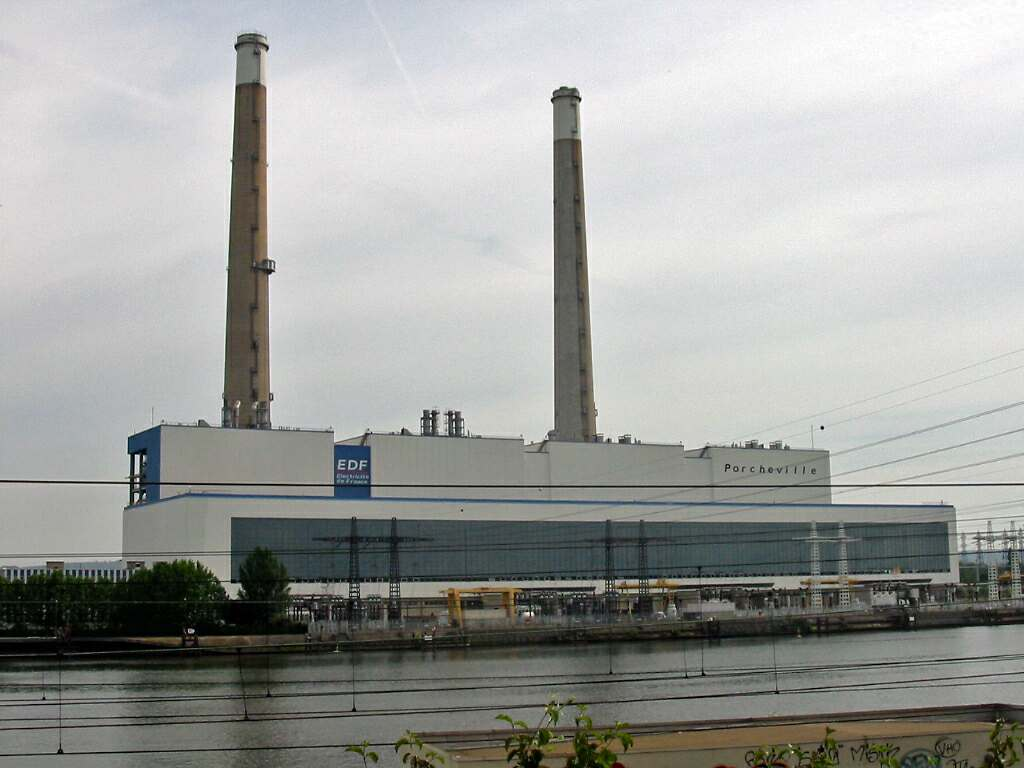
Centrale thermique EDF.

- Centrale thermique de Porcheville : elle comprenait jusqu'à sa fermeture en 2017[23] quatre tranches de 600 MW pour une puissance totale de 2 400 MW. La centrale EDF était flanquée d'un poste de transformation électrique RTE (400 kV, 225 kV, 90 kV, 63 kV).
- Zone industrielle de Limay-Porcheville.

### Revenus de la population et fiscalité
Le revenu fiscal médian par ménage était en 2008 de 21 348 €, contre 24 414 € au niveau du département des Yvelines.

### Population active et emploi
En 2007, la population active s'élevait à 1694 personnes, dont 1162 actifs (soit un taux d'activité de 68,8 %). Parmi les actifs, 1029 avaient un emploi, soit un taux d'emploi de 60,7 %). Le taux de chômage s'élevait à 7,9 %, tandis que les inactifs (élèves, étudiants, retraités...) représentaient 31,4 % de la population active.
La même année, la commune comptait 1216 emplois, soit un taux d'emploi (comparé aux actifs ayant un emploi) supérieur à 100 %. Parmi ces emplois, 1033 sont occupés par des actifs résidant dans la commune, soit un taux de concentration d'emploi de 117,7 %. On comptait parmi ces emplois 1152 salariés (94,7 %) et 65 non-salariés (5,3 %).

## Culture locale et patrimoine

### Lieux et monuments
- Église Saint-Séverin-et-Saint-Fiacre : église en pierre construite au XIIIe siècle et restaurée au XIIIe. Clocher en tour carrée munie de contreforts.

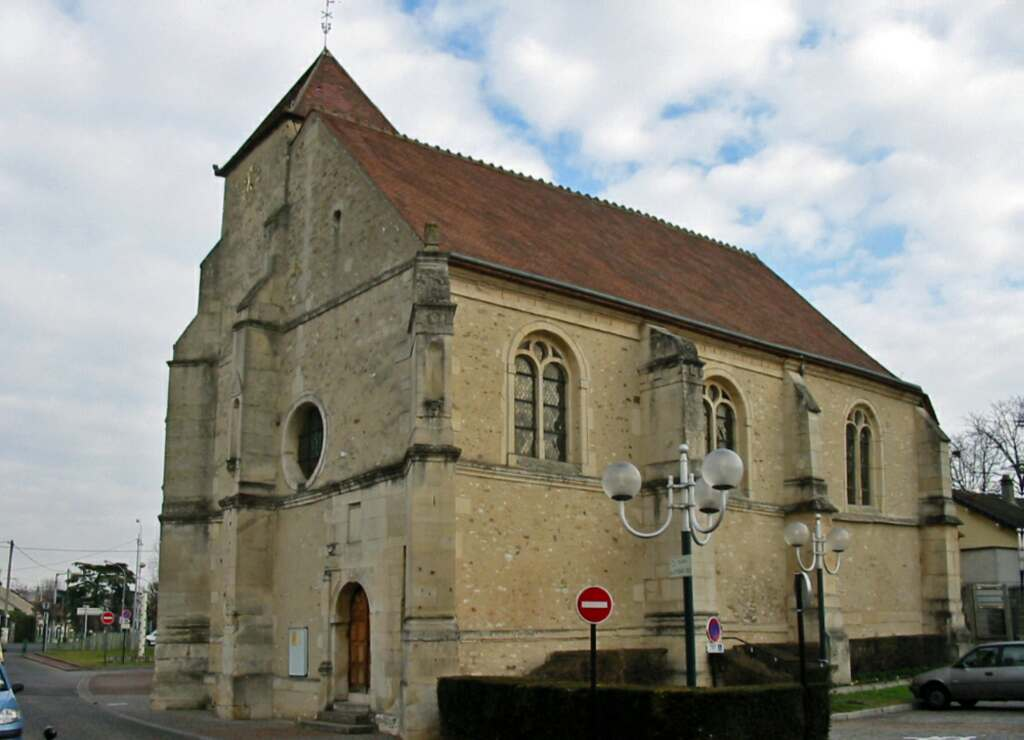
Église Saint-Séverin-et-Saint-Fiacre.
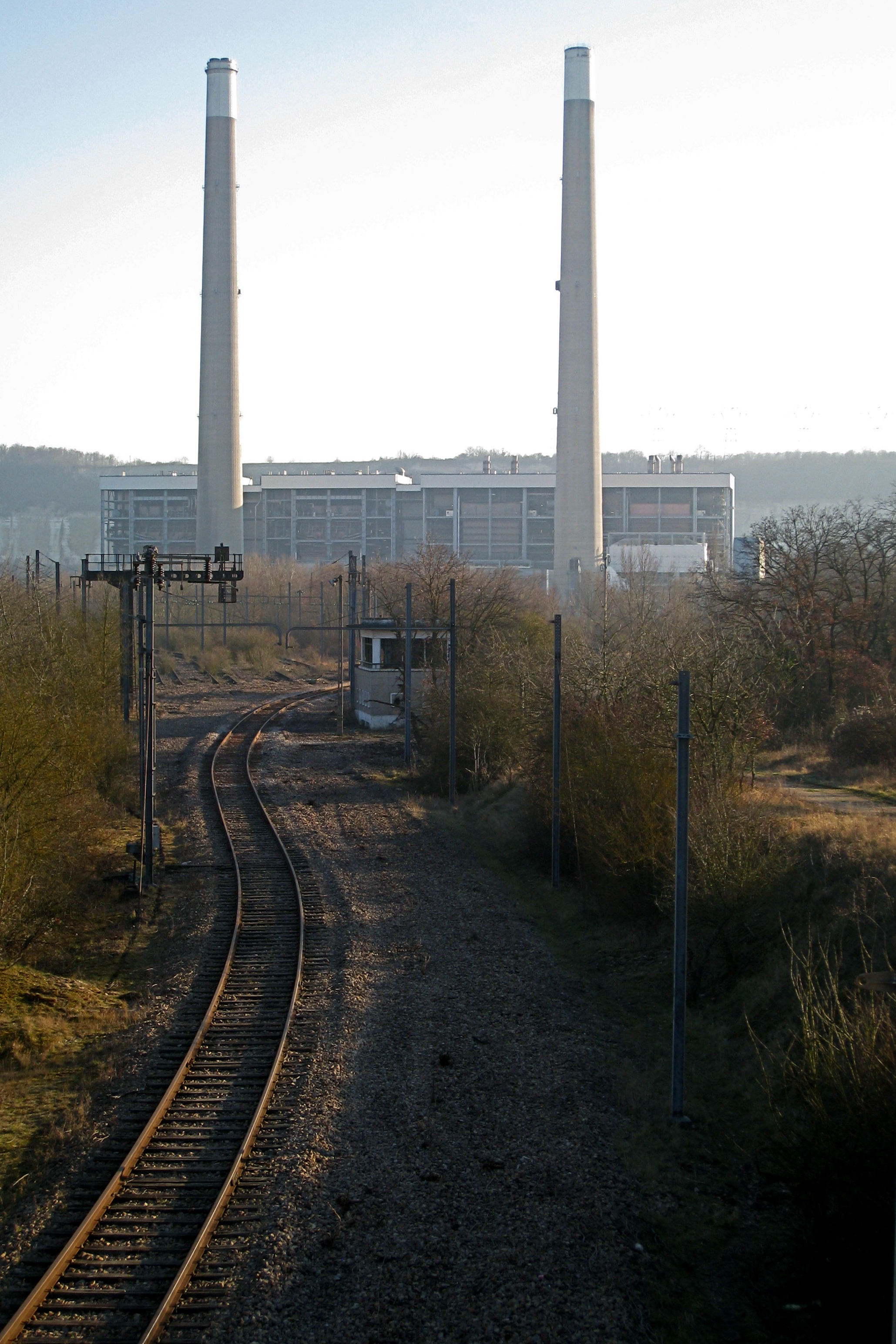
Façade nord de la centrale.
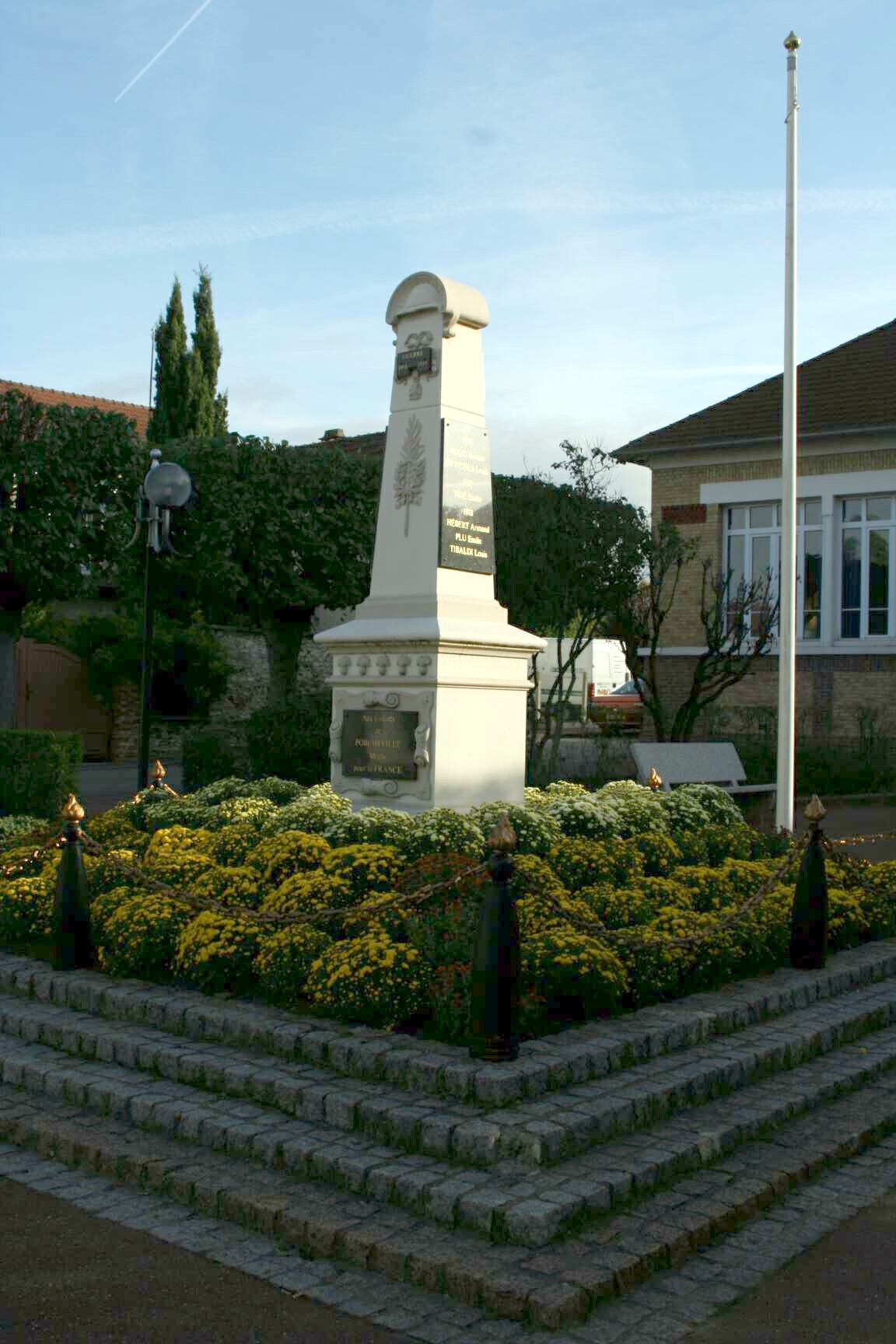
Monument aux morts.
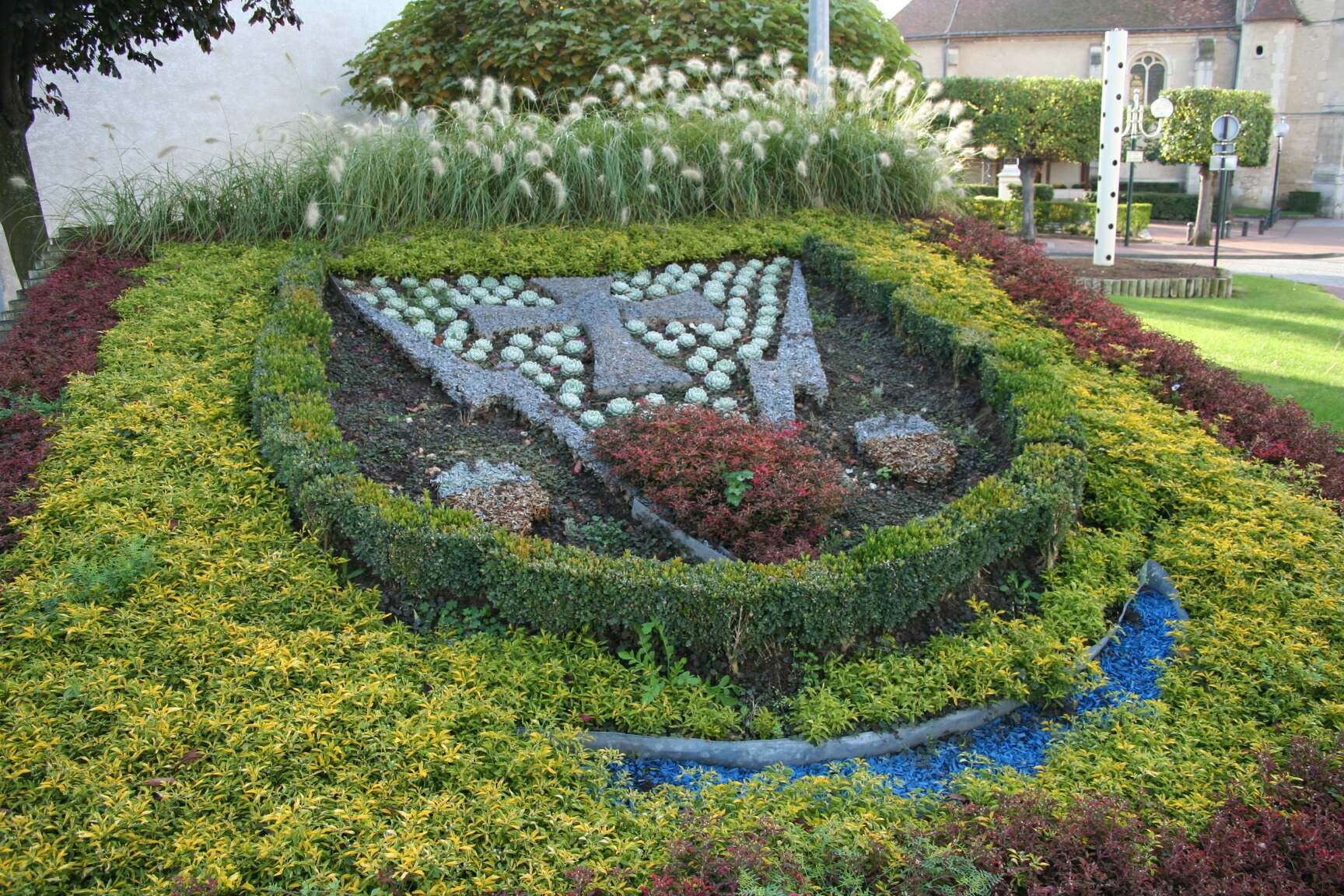
Blason floral.

### Personnalités liées à la commune
- Pierre Loutrel (1916-1946), gangster connu sous le nom de « Pierrot le fou », est mort le 11 novembre 1946 à Porcheville où ses complices l'avaient transporté blessé après son dernier braquage d'une bijouterie parisienne le 6 novembre. Enterré clandestinement dans une île de la Seine aujourd'hui disparue, son corps ne fut découvert par la police qu'en 1949[46].

### Héraldique
| Blason de Porcheville | Blason  |  |
| Blason de Porcheville | Détails |  |